# Kaupo
Kaupo von Turaida (auch Caupo; * unbekannt; † 21. September 1217) war ein Livenfürst zu Beginn des 13. Jahrhunderts auf einem Teilgebiet des heutigen Lettland. Er wird gelegentlich als König der Liven bezeichnet; die Chronik des Heinrich von Lettland nennt ihn „quasi rex“ (königsgleich).

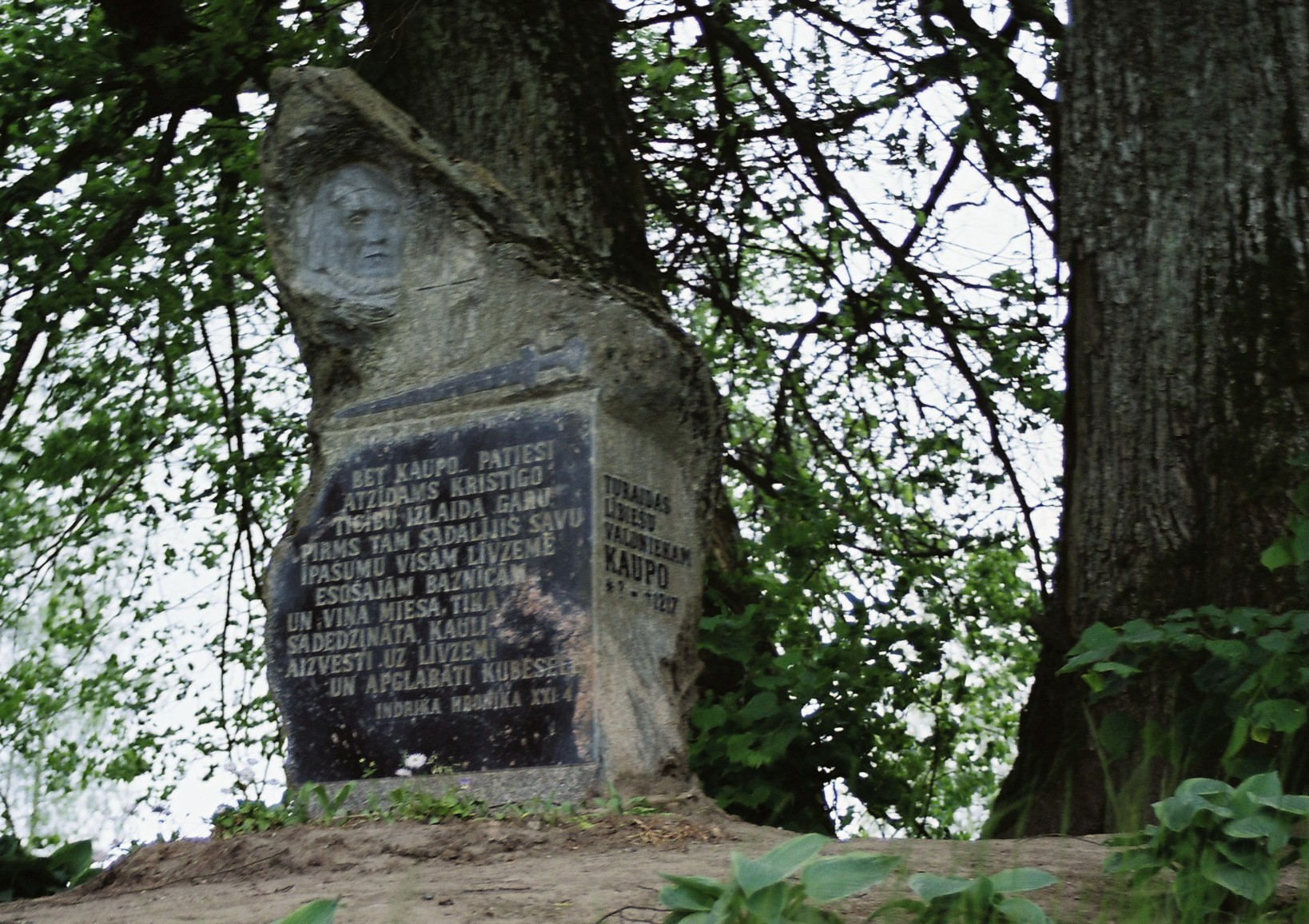
Gedenkstein für Kaupo bei Krimulda, Lettland

## Leben
Er war der erste herausragende Live, der christianisiert wurde. Vermutlich wurde er etwa 1191 von Theoderich von Estland getauft. Er wurde ein glühender Verfechter des Christentums und treuer Verbündeter von Albert von Buxhoeveden, des Bischofs von Livland, der ihn 1203–1204 nach Rom mitnahm, um ihn Papst Innozenz III. vorzustellen. Der Papst war von dem vom Heidentum konvertierten Stammeshäuptling beeindruckt und beschenkte ihn mit einer Handschrift der Bibel. Nach der Rückkehr von dieser Reise erhob sich sein Stamm gegen ihn, und Kaupo sah sich gezwungen, 1212 den Schwertbrüderorden bei der Eroberung und Zerstörung seiner eigenen Burg Turaida zu unterstützen. An ihrer Stelle ließ Bischof Albert zwei Jahre später für eigene Zwecke eine Steinburg errichten, die bis heute teilweise erhalten bzw. restauriert ist.
Kaupo nahm an blutigen Rachefeldzügen gegen die streitbaren ungetauften Esten teil und wurde am Matthäustag 1217 in einer Schlacht gegen das Heer des estnischen Häuptlings Lembitu getötet. Nachdem sein Sohn Bertold bereits zuvor 1210 in der Schlacht von Ümera bei Wenden gegen die Esten gefallen war, hatte er keine männlichen Nachkommen und vererbte seinen Besitz der Kirche. Später erhob die Familie Lieven Ansprüche, da sie ihre Abstammung auf Kaupo zurückführte.
Seine historische Rolle wird heute von Letten, Esten und den wenigen verbliebenen Liven kontrovers diskutiert. Sein Name ist für viele ein Synonym für Verrat und Kollaboration. Es gibt aber auch Stimmen, die ihn als Führer mit Weitsicht sehen, der bestrebt war, sein Volk in die westeuropäische Kultur zu integrieren.